# Capitoli di Gantz

Copertina del primo volume dell'edizione italiana

Questa è la lista dei capitoli di Gantz, manga scritto e illustrato da Hiroya Oku. La storia racconta del coinvolgimento di due normali studenti delle superiori, Kei Kurono e Masaru Kato, in un sanguinoso gioco/guerra in cui i partecipanti devono sottostare alle regole di una misteriosa sfera nera (Gantz appunto) per poter sopravvivere e sperare un giorno di poter uscire dal circolo di missioni che si rinnova di continuo.
La serie è stata pubblicata in Giappone da Shūeisha sulla rivista Weekly Young Jump. Il primo capitolo è uscito nel 2000 e i successivi sono stati pubblicati grosso modo al ritmo di un episodio ogni due settimane, concludendosi il 17 giugno 2013 con il capitolo 383. I singoli capitoli sono stati raccolti in 37 volumi tankōbon. Il manga è diviso in tre "fasi", scandite dall'autore con lunghe pause di produzione. La Phase 1 comprende i primi 237 capitoli. La Phase 2, cominciata il 22 novembre 2006, è terminata il 24 giugno 2009 con il capitolo 303. Il 1º ottobre 2009 è iniziata la Phase 3, l'ultimo arco narrativo che ha portato a conclusione la storia.
In Italia il manga è stato pubblicato da Panini Comics dal 21 marzo 2002 al 6 marzo 2014, nella collana Manga 2000 fino al volume 19 incluso e in edizione autonoma Gantz dal volume 20 in poi.

## Volumi 1-10
| 1  | 11 dicembre 2000 | ISBN 4-08-876105-7 | 21 marzo 2002     |
| 1  | Capitoli - 1. L'incidente (ある事故?, Aru jiko) - 2. La stanza misteriosa (不可解な部屋?, Fukakai na heya) - 3. La giovane suicida nuda (裸の自殺少女?, Hadaka no jisatsu shōjo) - 4. Gli ordini della sfera nera (黒球の指令?, Kuro tama no shirei) - 5. Illusione (イリュージョン?, Iryūjon) - 6. Incontro con l'Alieno Cipolla (ねぎ星人との遭遇?, Negi Seijin to no sōgū) - 7. Armonia imprevista (非予定調和?, Hi-yotei chōwa) - 8. Massacro (惨殺?, Zansatsu) - 9. Test Eichmann (アイヒマンテスト?, Aihiman Tesuto) - 10. Rabbia furiosa (激憤?, Gekifun) |                    |                   |
| 1  | Trama Kei Kurono, un ragazzo egoista ed insicuro, e Masaru Kato, suo amico di infanzia, vengono travolti dalla metropolitana, nel tentativo di salvare un barbone ubriaco che era caduto sulle rotaie. Invece di morire, una copia dei loro corpi viene "richiamata" in un appartamento spoglio da cui è visibile la Tokyo Tower e dove sono già radunate altre persone, tutte appena morte. Una grossa sfera nera, unico oggetto presente nella stanza, si attiva informando il gruppo che per sopravvivere dovranno eliminare un essere umanoide chiamato Alieno Cipolla. La nuova squadra viene quindi teletrasportata in un'area urbana di Tokyo, dove Kei, Masaru e una ragazza di nome Kei Kishimoto cercano di tornare a casa. Il resto della squadra, invece, incontra ed uccide l'alieno tramite le armi che la sfera ha loro fornito, prima dell'arrivo di un nuovo mostro, molto più grande e feroce del precedente. |                    |                   |
| 2  | 19 marzo 2001 | ISBN 4-08-876139-1 | 16 maggio 2002    |
| 2  | Capitoli - 11. Tutti morti (全員死亡?, Zen'in shibō) - 12. Ipnosi e risveglio (催眠と覚醒?, Saimin to kakusei) - 13. Vista (眼?, Me) - 14. Tanta paura per nulla (怖いもの知らず?, Kowaimono shirazu) - 15. Saltare o morire (跳躍か死か?, Chōyaku ka shi ka) - 16. Metamorfosi della carne (肉体の変貌?, Nikutai no henbō) - 17. Il dito sul grilletto (発弾?, Hatsudan) - 18. Condizioni per il ritorno (生還の条件?, Seikan no jōken) - 19. Gantz (ガンツ?, Gantsu) - 20. Il punteggio (採点?, Saiten) - 21. Copie umane (コピー人間?, Copī ningen) - 22. Duplicazione (重複?, Chōfuku) |                    |                   |
| 2  | Trama Il secondo alieno stermina la squadra, mentre Masaru ha una possibilità di batterlo, ma non se la sente di sparargli. Intanto i due Kei giungono sul luogo dell'aggressione e vengono visti dall'alieno, che si lancia all'inseguimento del ragazzo. Quando viene raggiunto e sembra ormai spacciato appare Masaru, che blocca il mostro, ma viene ferito mortalmente a un braccio. La vista dell'amico agonizzante fa infuriare Kei, che riesce a stendere l'alieno grazie alla forza di una speciale tuta datagli dalla sfera nera. Quando l'alieno sembra essersi arreso, viene colpito da un altro giocatore, Joichiro Nishi, con la Y-gun. Con l'eliminazione dei bersagli, i superstiti Kei, Masaru — le cui ferite sono guarite — Joichiro e Kei, vengono richiamati nell'appartamento dalla sfera e viene assegnato loro un punteggio. Joichiro, studente delle medie spietato, si rivela un veterano del gioco. Spiega agli altri i primi dettagli sulla storia di Gantz, le regole base, e dà loro appuntamento alla prossima missione che saranno costretti ad affrontare. |                    |                   |
| 3  | 19 giugno 2001 | ISBN 4-08-876163-4 | 18 luglio 2002    |
| 3  | Capitoli - 23. Vita quotidiana (日常?, Nichijō) - 24. Forza (強力?, Kyōryoku) - 25. Un ragazzo fortunato (ラッキーな男?, Rakkī na otoko) - 26. Animale da compagnia (愛玩動物?, Aigandōbutsu) - 27. Forza latente (潜在能力?, Senzai nōryoku) - 28. Richiamati (再送?, Saisō) - 29. Bande (族?, Zoku) - 30. Via dalla strada (路上消失?, Rojō shōshitsu) - 31. Difficile spiegare, impossibile capire (解説不可能意味不明?, Kaisetsu fukanō imi fumei) - 32. Dimenticanza (忘れ物?, Wasuremono) - 33. Follia collettiva (集団狂気?, Shūdan kyōki) - 34. Il signor Tanaka (田中さん?, Tanaka-san) |                    |                   |
| 3  | Trama La trama prosegue nella vita di tutti i giorni dei protagonisti, dove Kei è solo e vive un'esistenza vuota, Masaru è orfano ed ha un fratellino a cui provvedere, e la ragazza Kei non può riprendere una vita normale perché il suo vero corpo è in realtà sopravvissuto al suicidio e lei è solo una "copia" dell'originale. La ragazza viene ospitata da Kei, che vive un periodo di nuova fiducia in sé stesso sperando di avere con lei una relazione e, nel frattempo, si difende e si fa temere da un giro di strozzini nella sua scuola grazie alla tuta di Gantz. Un giorno il gruppo viene richiamato nell'appartamento. Ci sono nuove persone appena morte richiamate da Gantz, tra cui un gruppo di gangster, a cui far comprendere le basi e la pericolosità del gioco; e c'è un nuovo bersaglio, l'Alieno Tanaka. Il nuovo campo di battaglia è nei pressi di un canale con alcune zone residenziali vicine. Kei è sprovvisto di tuta (avendola lasciata a casa) e sfortunatamente per lui è il primo a imbattersi nel mostro, dalle sembianze di burattino. |                    |                   |
| 4  | 19 ottobre 2001 | ISBN 4-08-876217-7 | 19 settembre 2002 |
| 4  | Capitoli - 35. Tutti insieme! (歌声?, Utagoe) - 36. Trucco scoperto (まやかしもの?, Mayakashimono) - 37. Fuori uso (機能不全?, Kinō fuzen) - 38. Sacrificio (いけにえ?, Ikenie) - 39. Minaccia subacquea (潜行の魔手?, Senkō no mashu) - 40. Inutile avvertimento (警告無視?, Keikoku mushi) - 41. L'uccello (鳥?, Tori) - 42. Ipotesi (情報錯綜?, Jōhō sakusō) - 43. Sviluppi inattesi (予想外の展開?, Yosōgai no tenkai) - 44. Tanaka Team (田中の群?, Tanaka no mure) - 45. Nonna (ろりろり?, Rori rori) - 46. Nell'appartamento (アパートの奥?, Apāto no oku) |                    |                   |
| 4  | Trama L'alieno sembra innocuo fino a quando Joichiro, che ha usato l'invisibilità della tuta per avvicinarsi, non calpesta e uccide uno dei suoi amici uccellini. Tanaka allora si getta sul ragazzo e lo ferisce gravemente con una specie di onda sonora che gli ferisce gli occhi, i timpani e mette fuori uso la sua tuta. Masaru cerca di salvarlo e riesce a intrappolare l'alieno mentre Kei lo elimina con la Y-gun. Nonostante la distruzione del signor Tanaka il gruppo non viene trasportato nella sala della sfera, per cui Joichiro muore in seguito alle ferite riportate. I partecipanti non possono neanche lasciare l'area di gioco, dato che nei loro crani il gioco ha impiantato un dispositivo che li fa esplodere appena fuori dal perimetro, questo li porta a pensare che ci siano altri avversari da sconfiggere per completare la missione. Il gruppo va in cerca del nemico e Masaru chiede all'amico Kei di stare in disparte, dato che non ha la tuta con sé. Il ragazzo è tuttavia sequestrato dal gruppo dei gangster che lo costringono a fare da esca ed entrare in un edificio. Questo si rivela essere il covo di una moltitudine di alieni Tanaka e di un altro boss. |                    |                   |
| 5  | 19 febbraio 2002 | ISBN 4-08-876267-3 | 21 novembre 2002  |
| 5  | Capitoli - 47. Sorrisi (共鳴?, Kyōmei) - 48. Il boss (親玉?, Oyadama) - 49. Astuzia (奇策?, Kisaku) - 50. Crollo (崩落?, Hōraku) - 51. Ghermito (捕獲?, Hokaku) - 52. Punto debole (弱点?, Jakuten) - 53. Falsa quiete (偽りの平穏?, Itsuwari no heion) - 54. Perfido e irrequieto (不信不快?, Fushin fukai) - 55. Il re è nudo (裸の王様?, Hadaka no ō-sama) - 56. I nuovi membri (新参者?, Shinzanmono) - 57. Il predicatore (説法者?, Seppōsha) - 58. Disperazione (絶望?, Zetsubō) |                    |                   |
| 5  | Trama Il boss, un enorme uccello, minaccia Kei quando questo calpesta accidentalmente un piccolo uccellino. Il ragazzo riesce a scappare facendo crollare l'edificio con la X-gun, ma mentre questo basta ad annientare i mostri minori, il boss rimane in vita. Questi se la prende di nuovo con Kei, che questa volta riesce a finirlo. I superstiti tornano nell'appartamento, dove apprendono che il punteggio dipende dal numero e dalla forza degli alieni uccisi. Tornati a casa Kei litiga con la ragazza, perché Kei capisce che lei vuole stare con Masaru; al che la ragazza lascia l'appartamento. Kei comincia a meditare che l'unico posto dove è veramente realizzato è nel gioco di Gantz e desidera ardentemente una nuova missione. A uno dei gangster scoppia la testa per aver mostrato in pubblico un'arma di Gantz, mentre Masaru si trasferisce con suo fratello Ayumi in un appartamento tutto per loro. Poco tempo dopo il gruppo viene richiamato nell'appartamento di Tokyo per una nuova missione, a cui si aggiungono diverse altre persone. Questi si dimostrano scettici alle spiegazioni di Kato e preferiscono credere a un monaco buddhista, che l'appartamento sia in realtà una sorta di preambolo all'aldilà. Intanto Kurono fa la conoscenza di una partecipante di nome Sei Sakuraoka. |                    |                   |
| 6  | 17 maggio 2002 | ISBN 4-08-876293-2 | 20 febbraio 2003  |
| 6  | Capitoli - 59. Sesso (セックス?, Sekkusu) - 60. La guida (案内人?, Annainin) - 61. Il cancello (門?, Mon) - 62. I due re deva (仁王立ち?, Niōdachi) - 63. Il palmo della mano (掌?, Tenohira) - 64. Varco (突破口?, Toppakō) - 65. Senza pietà (慈悲欠落?, Jihi ketsuraku) - 66. L'eccitante campo di battaglia (扇情の戦場?, Senjō no senjō) - 67. Io sono il distruttore (破壊の僕?, Hakai no boku) - 68. L'avvento del male (外道降臨?, Gedō kōrin) - 69. Spalle al muro (窮鼠?, Kyūso) - 70. La consapevolezza del popolo eletto (選民意識?, Senmin ishiki) |                    |                   |
| 6  | Trama Sei accetta di avere un rapporto sessuale con Kei nella stanza prima della missione. Poco dopo inizia il trasporto che conduce i partecipanti davanti a un tempio buddhista, con il compito di uccidere due mostri giganti. Questi sono in realtà le statue del tempio, che all'arrivo del gruppo si animano e cominciano ad attaccare. Kei si distingue per coraggio e abilità e sulla scia dell'entusiasmo i partecipanti distruggono i due alieni e ingaggiano il combattimento con numerose altre statue, che nel frattempo hanno preso vita. La situazione precipita quando un passante non coinvolto nel gioco entra ignaro nel tempio dove si sta svolgendo il conflitto. Un'enorme statua di Buddha si appresta a calpestare il malcapitato e in suo aiuto si lanciano Masaru, Kei Kishimoto, Masanobu Hojo e Sadayo Suzumura. |                    |                   |
| 7  | 19 settembre 2002 | ISBN 4-08-876342-4 | 17 aprile 2003    |
| 7  | Capitoli - 71. La faccia del Buddha (仏の顔も?, Hotoke no kao mo) - 72. Banchetto di morte (死の大饗?, Shi no taikyō) - 73. Franco tiratore (魔弾の射手?, Madan no shashu) - 74. Eliminato (劇殺?, Gekisatsu) - 75. Il limite (限界?, Genkai) - 76. Bacio mortale (死の接吻?, Shi no seppun) - 77. Confessione (告白?, Kokuhaku) - 78. Pianto a dirotto (慟哭?, Dōkoku) - 79. Accettazione (諦念?, Teinen) - 80. Rottura (破裂?, Haretsu) - 81. Fredde parole (冷たい言葉?, Tsumetai kotoba) - 82. Con le spalle al muro (背水の女?, Haisui no onna) |                    |                   |
| 7  | Trama I quattro riescono a salvare il passante e sopravvivono grazie alle tute, nonostante vengano schiacciati dalla pesante statua. Il Buddha dà filo da torcere alla squadra, fino a quando Kei non riesce a fargli saltare il cervello colpendolo dall'interno. Il team si divide: Kei, Masaru, Kei Kishimoto e Sei restano all'aperto, mentre il resto dei partecipanti segue i mostri all'interno del tempio. Questi si rivelano più del previsto e in poco tempo hanno la meglio su Masanobu e Sadayo. Intanto gli altri quattro gantzer arrivano nell'edificio e affrontano l'ultimo boss, una statua della dea Kannon rigenerante e dotata di attacchi letali. Kei Kishimoto si sacrifica per salvare Masaru, mentre Kei viene ferito mortalmente a una gamba e a un braccio. Masaru e Sei riescono a fuggire, portando in salvo Kei e bloccandogli l'emorragia, ma quando Masaru torna indietro per cercare di finire il boss, la statua trova i due giovani lasciati indifesi. Tuttavia Sei, che si rivela un'esperta kickboxer, affronta la statua in difesa di Kei e sembra avere la meglio. |                    |                   |
| 8  | 17 gennaio 2003 | ISBN 4-08-876388-2 | 20 novembre 2003  |
| 8  | Capitoli - 83. Impotenza (無力?, Muryoku) - 84. Attacco a sorpresa fallito (奇襲失敗?, Kishū shippai) - 85. Linguaggio umano (人語?, Jingo) - 86. Comunicazione (コミュニケーション?, Comyunikēshon) - 87. La vera forma (本体?, Hontai) - 88. Il significato di una vittoria (意思の勝利?, Ishi no shōri) - 89. Fratello minore (弟?, Otōto) - 90. Solo (孤独?, Kodoku) - 91. Rimorchiare? (ナンパ??, Nanpa?) - 92. Il nuovo studente (転校生?, Tenkōsei) - 93. La stanza con la sfera nera (黒い球の部屋?, Kuroi tama no heya) - 94. Kei Kurono (くろのけい?, Kurono Kei) |                    |                   |
| 8  | Trama Sei riesce a indebolire la statua impedendone la rigenerazione, ma viene sopraffatta dal suo raggio laser. Dunque gli unici rimasti in vita sono Kei e Masaru, e proprio quest'ultimo riesce a intrappolare l'alieno con l'uso della Y-gun. Poco prima di essere trasferito, però, il mostro esce dal corpo della statua e mostra il suo vero aspetto. Ancora una volta Masaru sconfigge la bestia, ma rimane ucciso al tempo stesso, lasciando come unico sopravvissuto proprio Kei, che riappare nell'appartamento di Tokyo con le ferite guarite ma senza alcun compagno. Nei giorni seguenti Kei fa la conoscenza di Shion Izumi un nuovo compagno di classe che si è appena trasferito e che gli chiede informazioni su Gantz, avendo trovato un sito internet (creato da Joichiro), che spiega nel dettaglio le varie missioni e in cui compare il nome di Kei. Lo studente non rivela nulla per non rischiare che Gantz gli faccia esplodere la testa, ma Shion sembra consapevole della reticenza del ragazzo. In seguito Kei viene richiamato nell'appartamento per una nuova missione, ma stavolta è l'unico partecipante. |                    |                   |
| 9  | 19 maggio 2003 | ISBN 4-08-876442-0 | 22 aprile 2004    |
| 9  | Capitoli - 95. Salto in lungo (幅跳び?, Habatobi) - 96. Combattimento aereo (空中活劇?, Kūchū katsugeki) - 97. Persecuzione (呵責?, Kashaku) - 98. Lo zimbello (嬲り者?, Naburimono) - 99. Delirio (錯乱?, Sakuran) - 100. Time limit (タイムリミット?, Taimu rimitto) - 101. Il gioco della vita (人生ゲーム?, Jinsei gēmu) - 102. Distruzione scolastica (学級崩壊?, Gakkyū hōkai) - 103. Estasi>Ansia (恍惚>不安?, Kōkotsu>Fuan) - 104. Giustizia (正義?, Seigi) - 105. L'ultima preda (最後の餌食?, Saigo no ejiki) - 106. Esistenza rivelata (存在の発覚?, Sonzai no hakkaku) |                    |                   |
| 9  | Trama Kei si ritrova sui tetti della città con l'obiettivo di sconfiggere gli Alieni Piccoli. I mostri, nonostante l'apparenza di bambini con le ali, si dimostrano forti, ma Kei con una brillante strategia riesce ad abbatterli tutti, tranne uno. Il superstite lo mette alle strette e il gantzer si salva solo grazie allo scadere del tempo limite, attimo in cui viene trasportato nell'appartamento di Tokyo. Gantz gli comunica che ha fallito la missione e azzera il suo punteggio. Kurono torna a scuola senza sospettare che l'alieno superstite è riuscito a seguirlo. Il mostro si introduce nell'edificio prendendo le sembianze di uno studente e per vendicarsi uccide l'intera classe di Kei, a eccezione di Shion, che riesce a difendersi, e Tae Kojima, una ragazza timida e poco appariscente che sarebbe dovuta uscire con Kei per una scommessa persa dal giovane. Il ragazzo, sempre tallonato dall'alieno, fugge portandosi dietro Tae, fino a quando un gran numero di poliziotti non circonda il mostro e lo crivella di colpi. |                    |                   |
| 10 | 19 agosto 2003 | ISBN 4-08-876486-2 | 17 giugno 2004    |
| 10 | Capitoli - 107. Annientamento (殲滅?, Senmetsu) - 108. Il corso delle cose (なりゆき?, Nariyuki) - 109. Desiderio di suicidio (自殺志願?, Jisatsu shigan) - 110. Poteri ESP (超常現象?, Chōjō genshō) - 111. Imparare (体得?, Taitoku) - 112. Il luogo dei maltrattamenti (虐めの現場?, Ijime no genba) - 113. Omicidi (殺人?, Satsujin) - 114. L'interrogatorio (訊問?, Jinmon) - 115. L'uomo venuto da Hakata (博多から来た男?, Hakata kara kita otoko) - 116. Scontri planetari (世界戦?, Sekaisen) - 117. Il jolly (裏番?, Uraban) - 118. Amanti (恋人?, Koibito) |                    |                   |
| 10 | Trama L'alieno non muore e solo l'intervento di Kei, che lo abbatte con la X-gun, impedisce che compia un ulteriore massacro. La vicenda viene fatta passare sotto silenzio mentre i tre ragazzi superstiti sono trasferiti in nuove classi. In questo periodo Kei inizia a frequentare Tae e i due instaurano una relazione. Intanto in un'altra parte della città un ragazzo di nome Hiroto Sakurai tenta il suicidio, ma preso dallo spavento non riesce a portare a termine l'atto. Il giovane incontra Kenzo Sakata un uomo stravagante che lo incoraggia a vivere e gli insegna a padroneggiare i poteri psichici latenti dentro di lui. Apprese queste conoscenze Hiroto le usa come prima cosa per uccidere i bulli che lo umiliavano a scuola e che l'avevano spinto al suicidio. Nel frattempo Daizeimon Kaze un lottatore alto e potente vaga per la città alla ricerca di un degno avversario. Trova Kei che, unico, riesce a sconfiggerlo grazie all'uso della tuta potenziatrice. |                    |                   |

## Volumi 11-20
| 11 | 18 dicembre 2003 | ISBN 4-08-876538-9 | 16 settembre 2004 |
| 11 | Capitoli - 119. L'aula di notte (真夜中の教室?, Mayonaka no kyōshitsu) - 120. Invidia e gelosia (羨望と嫉妬?, Senbō to shitto) - 121. L'uomo mascherato (仮面の男?, Kamen no otoko) - 122. La mattina del crimine (犯行の朝?, Hankō no asa) - 123. Shinjuku, ore dieci del mattino (新宿午前十時?, Shinjuku gozen jūji) - 124. La carneficina di Shinjuku (新宿大虐殺?, Shinjuku daigyakusatsu) - 125. Il paradiso dei pedoni (歩行者天国?, Hokōsha tengoku) - 126. A mani nude (徒手空拳?, Toshu kūken) - 127. Kan (漢?, Kan) - 128. Redenzione (贖い?, Aganai) - 129. La morte del maestro (師の死?, Shi no shi) - 130. Morte con rancore (憤死?, Funshi) |                    |                   |
| 11 | Trama Shion chiede a Kei di raggiungerlo a scuola di notte e rivela al compagno di essere stato in passato un partecipante alle missioni di Gantz. Inoltre racconta di essersi ritrovato in un cassetto una piccola sfera nera che gli suggeriva di uccidere quante più persone possibili se voleva tornare a prendere parte al gioco, per cui ha in mente di compiere una strage di civili. Kei avrebbe la possibilità di fermare il massacro ma non se la sente di sparare al compagno. La domenica seguente a Shinjuku, uno Shion mascherato estrae diverse armi da una borsa e inizia l'eccidio dei passanti. Sul luogo del massacro si trovano anche Tae, che è in grado di fuggire; Daizemon, che a mani nude riesce a tenere testa a Shion, ma alla fine viene sopraffatto; e Hiroto e Kenzo, che usano i loro poteri per bloccare i proiettili e tentare di disarmare il killer, ma vengono entrambi uccisi a loro volta. |                    |                   |
| 12 | 19 marzo 2004 | ISBN 4-08-876578-8 | 20 gennaio 2005   |
| 12 | Capitoli - 131. Incontrarsi per strada (すれ違い?, Surechigai) - 132. Faccia a faccia (対峙?, Taiji) - 133. High noon (ハイヌーン?, Hai nūn) - 134. Al pelo (ぎりちょん?, Girichon) - 135. Nuova regola (新ルール?, Shin rūru) - 136. Giurassico (ジュラシック?, Jurashikku) - 137. Pesce grosso mangia pesce piccolo (弱肉強食?, Jakunikukyōshoku) - 138. Kansai (カンサイ?, Kansai) - 139. La spada (剣?, Ken) - 140. Bisezione (両断?, Ryōdan) - 141. Predatore (捕食?, Hoshoku) - 142. Superman (スーパーマン?, Sūpāman) |                    |                   |
| 12 | Trama Shion si libera del costume e incontra Tae per convincerla a seguirlo. Nel frattempo Kei giunge sul posto per proteggere la ragazza e farla pagare al compagno. Il giovane tramortisce Tae nel tentativo di scatenare l'ira di Kei e costringerlo alla battaglia, che si risolve con il ferimento di Kei e la morte di Shion. Entrambi vengono trasportati nell'appartamento di Gantz, dove sono già radunate tutte le vittime del massacro di Shinjuku e dove Shion stende Kei con un pugno prima che possa denunciarlo davanti agli altri. Quando il ragazzo si risveglia il trasferimento è già iniziato. Gantz gli impone di totalizzare almeno 15 punti pena la morte, ma il giovane non ha con sé neanche la tuta potenziatrice. Tutto quello che riesce a fare per prepararsi alla missione è reperire una sorta di moto da una stanzetta laterale e convincere un anziano signore di nome Yoshikazu Suzuki e Shimohira Reika, una famosa idol, a indossare la tuta. I gantzer ingaggiano il combattimento contro diversi alieni dinosauri; alcuni vengono uccisi, ma la maggior parte riesce a tenere testa ai mostri.                                                                                |                    |                   |
| 13 | 19 maggio 2004 | ISBN 4-08-876608-3 | 21 aprile 2005    |
| 13 | Capitoli - 143. La schiena di papà (父の背中?, Chichi no senaka) - 144. Ruggito (咆哮?, Hōkō) - 145. Divorarsi a vicenda (共食い?, Tomogui) - 146. La forza di vivere (生きる力?, Ikiru chikara) - 147. Coppia incerta (迷コンビ?, Mei konbi) - 148. Caduta (落車?, Rakusha) - 149. Incoraggiamento (鼓舞?, Kobu) - 150. Leader (リーダー?, Rīdā) - 151. Eliminazioni contemporanee (同時多殺?, Dōji tasatsu) - 152. Fuga impossibile (回避不可能?, Kaihi fukanō) - 153. Esca (囮?, Otori) - 154. Emozioni (情?, Jō) |                    |                   |
| 13 | Trama La squadra sembra in grado di avere la meglio sugli avversari quando viene attaccata da un gruppo di tirannosauri. Kei e il vecchio sulla moto riescono ad attirare l'attenzione dei dinosauri e ad allontanarli dal gruppo, tuttavia il giovane cade dalla moto dopo essere riuscito ad abbattere solo un mostro ed è costretto ad affrontare in un faccia a faccia il rimanente. Grazie alla sua voglia di sopravvivere Kei riesce a sconfiggere il T-Rex proprio sotto agli occhi degli altri partecipanti, che si sentono ispirati dal suo gesto. Insieme abbattono tutti i velociraptor ancora in vita e fronteggiano l'Alieno Kappa che è venuto allo scoperto. Intanto Shion è costretto a fuggire dal boss brachiosauro, che lo insegue all'aperto dove si è riunita la polizia, allertata dai disordini. Shion uccide l'alieno Kappa colpendolo alle spalle con la katana, mentre il possente dinosauro compie una strage di agenti e costringe Kei a fare da esca e attirarlo lontano dalla piazza. L'idea del giovane è di fuggire fino allo scadere del tempo limite, ma per rivedere Tae è costretto a fare punteggio o morirà, quindi a malincuore si prepara allo scontro con il boss.         |                    |                   |
| 14 | 16 luglio 2004 | ISBN 4-08-876637-7 | 16 giugno 2005    |
| 14 | Capitoli - 155. La marcia del dinosauro (恐竜大行進?, Kyōryū daikōshin) - 156. Attacco a sorpresa (不意打ち?, Fuiuchi) - 157. Cento occhi (百眼?, Hyaku me) - 158. Abiti scuri (黒服?, Kuro fuku) - 159. Incontro a sorpresa (邂逅?, Kaikō) - 160. Solo (唯一人?, Tada hitori) - 161. Nuovo incontro (再会?, Saikai) - 162. Lampione diurno (昼行灯?, Hiru andon) - 163. Il seminario (セミナー?, Seminā) - 164. Shibuya alle cinque (渋谷で5時?, Shibuya de goji) - 165. Turbine di vento (旋風?, Senpū) - 166. Denti (歯?, Ha) |                    |                   |
| 14 | Trama Kei, con l'aiuto di Shion e di Yoshikazu assesta il colpo decisivo al ventre del dinosauro, mettendo fine alla missione. A teletrasporto avviato però, il gruppo dei sopravvissuti viene attaccato da una misteriosa organizzazione di vampiri e nell'appartamento tornano solo Kei, Shion, Yoshikazu, Daizemon, Hiroto, Kenzo, Reika, Kohki Inaba e il panda Hoi Hoi. Viene assegnato il punteggio e Kei totalizza ben 58 punti, superando di gran lunga il minimo necessario alla sua salvezza. La neonata squadra, da cui Shion si estrania, elegge Kei proprio leader ed organizza periodiche sessioni di allenamento per prepararsi alle prossime missioni. Nel frattempo anche Akira, il fratello di Kei, è diventato un vampiro e alcuni del suo gruppo riescono a localizzare Shion mentre si trova a Shibuya con la ragazza, con Kei e con Tae. I vampiri attaccano il quartetto concentrandosi su Shion, ma vengono tutti uccisi tranne Saitou. |                    |                   |
| 15 | 17 dicembre 2004 | ISBN 4-08-876717-9 | 26 agosto 2005    |
| 15 | Capitoli - 167. Gioco mortale (死亡遊戯?, Shibō yūgi) - 168. Telephone shocking (テレフォンショッキング?, Terefon shokkingu) - 169. Baratro (狭間?, Hazama) - 170. Separazione (別離?, Betsuri) - 171. Immagine residua (残像?, Zanzō) - 172. L'abbraccio (抱擁?, Hōyō) - 173. Trasparenza (透明?, Tōmei) - 174. Bersaglio (標的?, Hyōteki) - 175. Incontro (再会?, Saikai) - 176. Fuga (逃走?, Tōsō) - 177. Verità rivelata (真相吐露?, Shinsō toro) - 178. Scissione (分裂?, Bunretsu) |                    |                   |
| 15 | Trama Nonostante Shion abbia la tuta rotta, riesce a sconfiggere Saitou. Nei giorni seguenti Kei ha un appuntamento con Reika, che finisce pubblicato su diverse riviste. Tae scopre la notizia e, molto amareggiata, decide di interrompere la relazione con il giovane. Successivamente la squadra di Tokyo è richiamata da Gantz per distruggere gli Alieni Anello. Il team termina l'azione senza troppe difficoltà, casualmente però Tae si ritrova sul posto e viene salvata da Kei poco prima di essere colpita da un alieno. La ragazza non vede nessuno, per via dell'invisibilità dei gantzer, ma si accorge che Kei l'ha protetta. Inoltre con una macchina fotografica scatta inavvertitamente una foto ad un membro della banda in modalità stealth, a cui esplode la testa. Impaurito che la ragazza possa aver scoperto il segreto della sfera nera, Gantz richiama i membri e assegna loro immediatamente una nuova missione: uccidere il bersaglio Tae Kojima. Trasportato a casa sua, Kei intende difendere la ragazza dai suoi stessi compagni e trova l'appoggio di Kenzo, Hiroto, Daizemon, Yoshikazu e Reika, mentre il resto della squadra, capitanato da Shion, è d'accordo nell'ucciderla. |                    |                   |
| 16 | 19 aprile 2005 | ISBN 4-08-876780-2 | 15 dicembre 2005  |
| 16 | Capitoli - 179. Senza regole (無軌道?, Mukidō) - 180. Attacco interpersonale (対人攻撃?, Taijin kōgeki) - 181. Area (エリア?, Eria) - 182. Assassinio (人殺し?, Hitogoroshi) - 183. Il rullino (銀鉛フィルム?, Gin'en firumu) - 184. Scomparsa (消失?, Shōshitsu) - 185. La lista dei cento punti (100点めにゅ~?, Hyakuten menyū) - 186. Il regalo (プレゼント?, Purezento) - 187. Indagini (捜査?, Sōsa) - 188. Punizione (成敗?, Seibai) - 189. Il Cavaliere Forzuto (きんにくらいだー?, Kinniku Raidā) - 190. Cambio d'abito (生着替え?, Namakigae) |                    |                   |
| 16 | Trama La squadra di Shion trova Tae dopo aver ferito tutte le persone che la proteggevano, e la uccide con successo. Kei vorrebbe tentare il suicidio, ma prima chiede a Gantz cosa accadrebbe se totalizzasse 100 punti. Scopre così che può resuscitare chiunque abbia partecipato alle missioni di Gantz, e decide di far rivivere tutti gli amici che ha perso, inclusa Tae. Nei giorni successivi Hiroto, che prova ancora rammarico per aver ucciso i bulli che lo tormentavano, comincia a usare la sua telecinesi per eliminare tutti i criminali in circolazione. Nella nuova missione, tra i nuovi arrivati c'è un bambino di nome Takeshi Koumoto, morto dopo essere stato picchiato dai genitori. Il piccolo crede che Daizemon sia un eroe che ammirava prima di morire, e per questo il lottatore decide di aiutare il bambino a rimanere in vita. |                    |                   |
| 17 | 19 luglio 2005 | ISBN 4-08-876826-4 | 23 marzo 2006     |
| 17 | Capitoli - 191. Sanno tutto (周知?, Shūchi) - 192. In pubblico (公衆の面前?, Kōshū no menzen) - 193. Demoni a cielo aperto (オニは外?, Oni wa soto) - 194. Battaglia nei sobborghi (市街戦?, Shigaisen) - 195. Combustione (燃焼系?, Nenshōkei) - 196. Spostamento (転位?, Ten'i) - 197. Lo scontro si avvicina (接近勝負?, Sekkin shōbu) - 198. Coniglio (チキン野郎?, Chikin yarō) - 199. Multiforme (不定形?, Futeikei) - 200. Ingoio (ゴックン?, Gokkun) - 201. Vomito assassino (殺人嘔吐?, Satsujin ōto) - 202. Un uomo nato dalle preghiere (願いから生まれた男?, Negai kara umareta otoko) |                    |                   |
| 17 | Trama Il gruppo è inviato ad uccidere gli Alieni Oni, creature capaci di trasformarsi in qualsiasi cosa. Takeshi è attaccato da molti di avversari, ma Daizemon riesce a sconfiggerli. Hiroto e Kenzo combattono contro un alieno capace di manipolare il fuoco e, sebbene riescano ad ucciderlo, il giovane viene incenerito. Altri alieni entrano nei corpi delle persone ed esplodono dall'interno. Alla fine è Kei a distruggere tutti gli alieni. Nel frattempo Daizemon cerca di calmare il piccolo Takeshi affermando che lui è veramente l'eroe venuto per proteggerlo come lui immaginava. |                    |                   |
| 18 | 18 novembre 2005 | ISBN 4-08-876881-7 | 28 settembre 2006 |
| 18 | Capitoli - 203. Cazzotti (ゲンコツ?, Genkotsu) - 204. Swing rock (スイングロック?, Suingu rokku) - 205. Un degno avversario (好敵手?, Kōtekishu) - 206. Prima della tempesta (嵐の前?, Arashi no mae) - 207. Vortice di sangue (血風録?, Keppūroku) - 208. Il signore dei fulmini (カミナリサマ?, Kaminari-sama) - 209. Dichiarazione di sterminio (人類撲滅宣言?, Jinrui bokumetsu sengen) - 210. Attacco disperato (一撃必死?, Ichigeki hisshi) - 211. Davanti ai suoi occhi (見えているモノ?, Miete iru mono) - 212. Ormai non abbiamo più scampo (だめじゃん?, Dame-jan) - 213. Balzo (飛び斬り?, Tobikiri) - 214. Synchronicity (シンクロニシティ?, Shinkuronishiti) |                    |                   |
| 18 | Trama Daizemon affronta un Alieno Oni capace di trasformare il suo corpo in roccia. Dopo una lunga battaglia il lottatore riesce a sconfiggere l'alieno. Un nuovo demone che manipola i fulmini appare a Tokyo e comincia ad uccidere molte persone. Shion lo affronta, ma non riesce ad infliggergli alcun danno. Tuttavia, viene soccorso dal resto della sua compagnia. Tutti insieme i gantzer provano a battere l'alieno, ma vengono sconfitti nonostante Kenzo l'abbia accecato. Interviene Kei che si batte ripetutamente con l'essere, determinato a raggiungere i 100 punti e riportare in vita Tae. Riesce alla fine a sopraffare il minaccioso alieno. Nonostante sia ormai spossato, il giovane è deciso a continuare la lotta, e in suo aiuto arriva Shion, seppur debole. |                    |                   |
| 19 | 19 giugno 2006 | ISBN 4-08-877069-2 | 10 maggio 2007    |
| 19 | Capitoli - 215. Gioia incontenibile (歓喜のパトス?, Kanki no patosu) - 216. Cento punti... (100点...?, Hyakuten...) - 217. Modi di utilizzare la propria libertà (自由の使い方?, Jiyū no tsukai kata) - 218. Come back (カムバック?, Kamubakku) - 219. Il terzo resuscitato (3人目の生還者?, Sanninme no seikansha) - 220. La numero uno (いちばん?, Ichiban) - 221. Grazie di tutto (おつかれさま?, Otsukaresama) - 222. Fratello maggiore e minore (兄と弟?, Ani to otōto) - 223. Tracce indelebili (消せない残滓?, Kesenai zanshi) - 224. Lovely stalker (ラブリーストーカー?, Raburī sutōkā) - 225. Chiave (カギ?, Kagi) - 226. Contact (コンタクト?, Kontakuto) |                    |                   |
| 19 | Trama Kei e Shion uccidono l'ultimo Alieno Oni decapitandolo, e l'intera squadra viene riportata nella stanza di Gantz per ricevere il loro punteggio. Questa volta molti di loro sono riusciti a totalizzare i 100 punti. Kenzo li utilizza per riportare in vita il suo amico Hiroto. Reika, Yoshikazu e Daizemon decidono — per rispetto di Kei — di spendere i loro punti per ridare la vita a Tae, Masaru e Joichiro. Nonostante Kei voglia spendere i suoi punti per far rivivere qualche altro partecipante deceduto, i suoi compagni lo convincono a chiedere a Gantz di uscire dal gioco. Seppur recalcitrante, alla fine decide di seguire il consiglio dei suoi amici e ritornare alla vita normale senza alcun ricordo dell'esistenza di Gantz. Dopo essere tornato alla vita di tutti i giorni, Kei non ricorda nulla, nemmeno della sua relazione con Tae. Questo lo confonde, fino a quando trova fotografie e regali di lei nella sua stanza. Realizza perciò di aver perso la memoria e decide di provare a ricordare tutto. |                    |                   |
| 20 | 19 dicembre 2006 | ISBN 4-08-877187-7 | 7 giugno 2008     |
| 20 | Capitoli - 227. Mistery Hunter (ミステリーハンター?, Misuterī Hantā) - 228. La tavola degli abiti neri (黒服の食卓?, Kuro fuku no shokutaku) - 229. Fuga (流出?, Ryūshutsu) - 230. Taglio del bambù (唐竹割り?, Karatake wari) - 231. Visita a domicilio (家庭訪問?, Katei hōmon) - 232. Gesto altruistico (利他的行動?, Ritateki kōdō) - 233. Insieme da qualche parte (一緒にどっか?, Issho ni dokka) - 234. Un eroe, io?! (英雄, 俺??, Eiyū, ore?) - 235. Junk Party (ジャンクパーティー?, Janku Pātī) - 236. Fotodisinfestazione (光殺菌?, Hikari sakkin) - 237. Next Phase (...ネクストフェイズ?, ...Nekusuto Feizu) |                    |                   |
| 20 | Trama Kei viene contattato dal giornalista freelance Seiichi Kikuchi per parlare del Gantz Team, ma lui ancora non riesce a ricordare nulla al riguardo. Nel frattempo, Akira, il fratello di Kei, salva una ragazza da un rituale dei suoi compagni vampiri, ma viene visto da uno di loro. Il giornalista arriva dai vampiri, i quali lo obbligano a dire tutto quello che sa sui gantzer. I vampiri si imbattono in Shion e lo uccidono mentre lui cerca di salvare la sua ragazza. Akira chiama Kei per avvisarlo che sarà lui la prossima vittima e gli rivela anche che sono vulnerabili alla luce del sole e di prepararsi per l'attacco. La notte stessa Kei viene effettivamente attaccato dai vampiri, e nonostante si batta strenuamente, viene ucciso. Masaru e i suoi compagni raggiungono Kei per cercare di salvarlo, ma vengono attaccati da altri due vampiri proprio nel momento in cui inizia il teletrasporto nella stanza di Gantz. Anche i due vampiri Hikawa e Chiaki vengono allora teletrasportati con loro. |                    |                   |

## Volumi 21-30
| 21 | 18 maggio 2007 | ISBN 978-4-08-877276-9 | 5 marzo 2009     |
| 21 | Capitoli - 238. Ospite-samurai (ホストさむらい?, Hosuto Samurai) - 239. Nurarihyon (ぬらりぴょん?, Nurari-pyon) - 240. Dotonbori (ドートンボリ?, Dōtonbori) - 241. Festoso fetore (歓喜なる臭気?, Kanki naru shūki) - 242. Chi diavolo siete? (なんやねん?, Nan'yanen) - 243. West Side Story (ウエストサイドストーリー?, Uesuto Saido Sutōrī) - 244. Una città da mangiare (喰いだおれの街?, Kuidaore no machi) - 245. L'ultimo tassello della forza (強さのラストピース?, Tsuyosa no rasuto pīsu) - 246. Cacciare ed essere cacciati (狩りと狩られ?, Kari to karare) - 247. Vite da poco (チープな命たち?, Chīpu na inochi-tachi) |                        |                  |
| 21 | Trama Successivamente alla morte di Kei, tutti i suoi compagni vengono trasportati nella stanza di Gantz. Masaru è determinato a raggiungere i 100 punti per poter ridare la vita al suo vecchio amico. In aggiunta al gruppo di sopravvissuti, sono arrivati nella stanza anche due vampiri che hanno contribuito all'uccisione di Kei e vengono obbligati ad aiutare gli altri durante l'imminente nuova missione. Questa volta però il team viene inviato a Osaka anziché a Tokyo come accaduto finora. L'obiettivo è distruggere gli Alieni Yōkai. Takeshi è il primo a raggiungere il luogo della missione, e dopo essersi spaventato a morte per l'incontro con alcuni alieni, li uccide accidentalmente. Gli altri membri invece si imbattono nella squadra Gantz di Osaka, che li avvisa di non attaccare gli alieni nel loro territorio. Daizemon trova Takeshi e lo aiuta a distruggere altri alieni. Nel frattempo i gantzer di Tokyo scoprono che molti del team di Osaka hanno già ottenuto diverse volte 100 punti. |                        |                  |
| 22 | 19 novembre 2007 | ISBN 978-4-08-877349-0 | 9 aprile 2009    |
| 22 | Capitoli - 248. Illuminazione oltre la morte (死捨悟入?, Shisha gonyū) - 249. Marziano ipocrita (ギゼンシャ星人?, Gizensha seijin) - 250. I tre sadici (ドSの3人?, Do S no sannin) - 251. Un uomo che dà tutto se stesso (ひたむきな男?, Hitamuki na otoko) - 252. La gente dell'ovest (西の人々?, Nishi no hitobito) - 253. Cosa diamine siete? (なにがしそれがし??, Nanigashi soregashi?) - 254. Un dito (指一本?, Yubi ippon) - 255. Per conto proprio (勝手やネん?, Katte yanen) - 256. Quello da cento punti (100点のヤツ?, Hyakuten no yatsu) |                        |                  |
| 22 | Trama Masaru combatte da solo gli Alieni Yōkai. Durante la lotta conosce Anzu Yamasaki, una ragazza del team di Osaka, e insieme si dirigono al salvataggio di una coppia di gantzer e del loro bambino, che sono attaccati da un enorme alieno. Masaru intrappola il mostro di un piccolo negozio e riesce ad ucciderlo. Nello stesso momento i due vampiri si imbattono in due alieni e tentano di allearsi con loro, ma la coppia aliena li tradisce. Per questo, Hikawa li uccide entrambi. Nel frattempo, due membri del Team di Osaka si imbattono nell'alieno più forte degli yōkai, il Nurarihyon, che da solo vale 100 punti. Quando Masaru scopre ciò, decide di ucciderlo per guadagnare i punti necessari per far tornare in vita Kei. |                        |                  |
| 23 | 19 maggio 2008 | ISBN 978-4-08-877445-9 | 14 maggio 2009   |
| 23 | Capitoli - 257. Disperazione (やぶれかぶれ?, Yabure kabure) - 258. La testa accecante (パチパチヘッド?, Pachipachi heddo) - 259. Semicoscienza (半覚醒?, Hankakusei) - 260. Le forze di autodifesa (対自衛隊?, Tai jieitai) - 261. Estinzione (消滅と消失?, Shōmetsu to shōshitsu) - 262. Scarafaggio (ゴキブリなみ?, Gokiburi nami) - 263. Una morte inconcepibile (ありえない死?, Arienai shi) - 264. Il molle vince il duro (柔よく剛を...?, Jū yoku gō wo...) |                        |                  |
| 23 | Trama Un membro del team di Osaka riesce a distruggere una parte dell'alieno da 100 punti, ma muore durante il combattimento. Un altro membro del team di Osaka viene attaccato da due altri alieni, e decide nel panico di tentare di ucciderli usando la testa mozzata dell'alieno più forte. Con l'aiuto di un'altra persona invisibile il ragazzo riesce a scappare, ma viene circondato da un gruppo di militari armati. Masaru prova a difenderlo, ma viene attaccato da due alieni. Tre membri del team di Osaka arrivano e sconfiggono i due alieni, malgrado uno di loro venga ucciso. Poco dopo l'alieno da 100 punti riappare. Nonostante venga attaccato e ucciso più volte, esso ritorna sempre in vita assumendo numerose nuove forme e diventando sempre più potente. |                        |                  |
| 24 | 17 ottobre 2008 | ISBN 978-4-08-877511-1 | 5 giugno 2009    |
| 24 | Capitoli - 265. L'inferno delle donne (女地獄?, Onna jigoku) - 266. Agguato feroce (伏兵の強襲?, Fukuhei no kyōshū) - 267. Vicolo cieco (強制参加?, Kyōsei sanka) - 268. Chi non farà ritorno (還らぬ者?, Kaeranumono) - 269. Il burattinaio definitivo (弱肉強食?, Jakunikukyōshoku) - 270. Ping pong (ピンポン?, Pin pon) - 271. Lo scarto si assottiglia (断絶する彼我差?, Danzetsu suru higa sa) - 272. L'uscita e il bandolo della matassa (選手交代?, Senshu kōtai) |                        |                  |
| 24 | Trama Il Nurarihyon si trasforma in un essere composto da migliaia di corpi femminili e procede, uccidendo numerosi membri della squadra di Osaka. Masaru e gli altri membri del team di Tokyo si aggiungono alla battaglia e provano a sconfiggere l'alieno. Quest'ultimo però cambia di nuovo forma, diventando un minotauro gigante che ferisce seriamente i gantzer di Tokyo. Kenzo tenta di distrarre l'alieno per far scappare gli altri suoi compagni, ma viene ucciso. Il Nurarihyon continua a seguire il team di Tokyo e, proprio nel momento in cui per loro sembra giunta la fine appare l'ultimo membro team di Osaka: Hachiro Oka. Egli usa una versione evoluta e migliorata della tuta nera per battere l'alieno. Il Nurarihyon di nuovo risorge e si trasforma questa volta in un anziano, continuando a lottare contro Hachiro. Il ragazzo alla fine si dilegua dalla battaglia sfruttando un momento di debolezza dell'alieno, e nel farlo suggerisce ai gantzer di Tokyo di fuggire, dal momento che l'avversario è sopra il suo e il loro livello. L'alieno si trasforma in un grosso agglomerato di sfere nere che, schiantandosi al suolo a forte velocità, si abbattono sul team di Tokyo. |                        |                  |
| 25 | 19 febbraio 2009 | ISBN 978-4-08-877597-5 | 4 febbraio 2010  |
| 25 | Capitoli - 273. Grida di terrore (恐怖の咆哮?, Kyōfu no hōkō) - 274. Raffica di proiettili umani (肉弾ラッシュ?, Nikudan rasshu) - 275. Strategia di recupero (挽回の奇策?, Bankai no kisaku) - 276. Una domanda per risposta (質問に質問?, Shitsumon ni shitsumon) - 277. Attacco a sorpresa dalla luce (魔弾の射手?, Madan no shashu) - 278. Feroce attacco dall'oscurità (千載一遇のラッシュ?, Senzai ichigū no rasshu) - 279. Revival (価値ある選択?, Kachi aru sentaku) - 280. Il preludio della catastrofe (崩壊の序曲?, Hōkai no jokyoku) |                        |                  |
| 25 | Trama Il precedente attacco del Nurarihyon ha lasciato Takeshi gravemente ferito e Daizemon combatte con l'alieno così da far tornare il bambino nella stanza di Gantz sano e salvo. Questa volta il Nurarihyon acquisisce la forma di uno scheletro e attacca Daizemon, ferendolo. Fatto ciò, se ne va via per ritrovare e uccidere Hachiro. Riluttante ad andarsene, Masaru decide di fare da esca e chiede ai suoi compagni di attaccare l'alieno non appena tornerà per uccidere di nuovo. Quando l'alieno fa ritorno, ogni membro della squadra gli spara da posti nascosti dove lui non può vederli. L'alieno però riesce ancora a difendersi e taglia le gambe a Masaru, lasciandolo in fin di vita. Anzu interviene, ma viene uccisa. A sorpresa arriva Hikawa che attacca il Nurarihyon e dà la possibilità a Masaru di dargli il colpo di grazia. La missione finalmente ha termine, e i membri della squadra fanno ritorno a Tokyo nella stanza di Gantz. Masaru è l'unico a ricevere i 100 punti. La sua decisione è di riportare in vita Kei, che appare dopo pochi istanti nella stanza senza ricordare nulla dal momento della sua decisione di cancellarsi la memoria e lasciare definitivamente Gantz. Nel frattempo Joichiro svela ai suoi compagni che non servirà a nulla lottare ancora e resuscitare i propri cari, poiché entro due settimane finirà il conto alla rovescia di "Katastrophe" e l'umanità incontrerà la sua fine. |                        |                  |
| 26 | 19 giugno 2009 | ISBN 978-4-08-877668-2 | 29 aprile 2010   |
| 26 | Capitoli - 281. Caldi ricordi (ぬくもりの記憶?, Nukumori no kioku) - 282. Uno scimmione arrogante (驕れる霊長類?, Ogoreru reichōrui) - 283. Riunione disperata (絶望ミーティング?, Zetsubō mītingu) - 284. La fabbrica (工場?, Kōjō) - 285. Uniti nella fine (繋がる球と想い?, Tsunagaru tama to omoi) - 286. Un sentimento distorto (歪む思い?, Yugamu omoi) - 287. La definizione di bullismo (いじめの定義?, Ijime no teigi) - 288. Il fragore della fine (終末の破砕音?, Shūmatsu no hasai on) - 289. Un mondo violento (強襲する世界?, Kyōshū suru sekai) - 290. Un grammo di saggezza (藁のような叡知?, Wara no yōna eichi) - 291. La rivolta delle statue (美の叡智?, Bi no eichi) |                        |                  |
| 26 | Trama I membri del team di Tokyo ritornano alle loro vite normali, ma continuano a pensare alle parole di Joichiro sulla prevista fine del mondo. Tutti loro si riuniscono di nuovo a casa di Kei, chiedendo a Joichiro tutto ciò che sa di Gantz. Il giovane dice che esistono numerose altre squadre come la loro in giro per il mondo e che sospetta che le sfere nere e gli alieni siano stati creati dagli umani. Nel frattempo il giornalista Kikuchi va in Germania, dove, con l'aiuto di una persona di nome Sebastian, scopre una fabbrica di sfere nere. Reika decide di aprirsi a Kei e dirgli di essere innamorata di lui, ma Kei rifiuta dicendo di amare Tae. A questo punto la ragazza si mette in testa di totalizzare 100 punti durante la prossima missione così da riportare in vita una copia di Kei tutta per sé. Quando Joichiro torna alla sua scuola media, attacca alcuni suoi compagni bulli che lo tormentavano. Arrabbiato, il giovane uccide quasi tutti e anche alcuni soldati accorsi per catturarlo. Pochi istanti prima di essere ucciso, Joichiro viene teletrasportato nella stanza di Gantz, così come i suoi compagni di squadra. La nuova missione stavolta è in Italia, dove i gantzer di Tokyo scoprono che i loro colleghi di tutto il mondo stanno subendo una pesante offensiva da parte di alieni dall'aspetto di statue romane.                                                                            |                        |                  |
| 27 | 19 ottobre 2009 | ISBN 978-4-08-877721-4 | 14 ottobre 2010  |
| 27 | Capitoli - 292. Tragedia transnazionale (多国籍惨劇?, Takokuseki sangeki) - 293. Il prezzo del coraggio (勇気の対価は?, Yūki no taika wa) - 294. Shutdown (シャットダウン?, Shattodaun) - 295. Colony collapse disorder (蜂群崩壊症候群?, Hōgun hōkai shōkōgun) - 296. Il senso della fine (終わりの意味?, Owari no imi) - 297. Movimenti fetali nella sfera nera (黒球の中の胎動?, Kuro tama no naka no taidō) - 298. Le perversioni della provvidenza e dell'amore (歪む摂理と恋心?, Yugamu setsuri to koigokoro) - 299. Come costruire l'eternità (永遠のつくりかた?, Eien no tsukurikata) - 300. Il vecchio saggio oscuro (闇の帳の老賢者?, Yami no tobari no rōkenja) - 301. Luce sui segreti del maniero (館の中の白日?, Yakata no naka no hakujitsu) - 302. Il trickster di Berlino (伯林のトリックスター?, Berurin no torikkusutā) - 303. Il cielo della rovina (破滅のデイライト?, Hametsu no dei raito) |                        |                  |
| 27 | Trama Kouki si arrende mentre lotta contro gli alieni, e Yoshikazu viene ucciso nel tentativo di proteggerlo. Capendo che il vecchio è morto per lui, Kouki ricomincia a combattere per sopravvivere alla missione, ma viene ucciso da un'enorme statua. Quando la squadra di Tokyo si ritrova sopraffatta dagli alieni, Gantz riporta tutti nella stanza, dove la sfera annuncia che la missione è terminata. Dopo che tutti gli altri compagni se ne sono andati dalla stanza, Reika torna indietro e trova la persona che di solito stava dentro la sfera in piedi di fronte a lei. Questo le chiede chi vorrebbe far rivivere, e Reika decide di creare un clone di Kei. Il clone, dopo aver capito cosa sia successo decide di stare con Reika anziché con la sua amata Tae. Successivamente, Sebastian richiama Seiichi in Germania per dirgli di aver scoperto che la tecnologia di Gantz è stata creata da un gruppo di uomini attraverso un messaggio in codice intercettato dalla figlia gravemente malata dell'industriale Heinz Bernstein. Malgrado la sua disponibilità Seiichi ha dei sospetti sulla vera identità di Sebastian. Il giorno successivo il cielo diventa rosso, e una sconosciuta navicella nera distrugge le forze militari statunitensi. |                        |                  |
| 28 | 19 maggio 2010 | ISBN 978-4-08-877854-9 | 27 gennaio 2011  |
| 28 | Capitoli - 304. Shooting star (シューティングスター?, Shūtingu Sutā) - 305. Rifiuto di sottomettersi (降伏却下?, Kōfuku kyakka) - 306. Tokyo Eliminator (トーキョー・エリミネーター?, Tōkyō Eriminētā) - 307. Giga-structure (ギガ・ストラクチャー?, Giga Sutorakuchā) - 308. Scontro con l'ignoto (未知との激突?, Michi to no gekitotsu) - 309. Fuoco decisivo (決意の火蓋?, Ketsui no hibuta) - 310. Chi è stato salvato e chi no (救えた者と零した物?, Sukuetamono to koboshitamono) - 311. Una speranza dall'invisibile (ステルスの希望?, Suterusu no kibō) |                        |                  |
| 28 | Trama Navicelle spaziali ed esseri giganti in tute nere attaccano il Giappone e, senza che l'esercito sia in grado di opporvisi, distruggono Tokyo, massacrandone la popolazione. Kei e Tae, insieme al resto della squadra, si ritrovano coinvolti negli scontri e il gantzer comincia a combattere gli invasori per proteggere la popolazione. Uno degli alieni giganti però riesce a scattare una foto al ragazzo e a spedirla al comando prima di venire ucciso. Intanto Reika e il Kei clonato si aggiungono alla battaglia. Nel momento di massima difficoltà, quando stanno quasi per essere uccisi, vengono salvati da altri gantzer. |                        |                  |
| 29 | 17 settembre 2010 | ISBN 978-4-08-879025-1 | 24 novembre 2011 |
| 29 | Capitoli - 312. Contrattacco (逆襲の執行?, Gyakushū no shikkō) - 313. Senza regole (制御の消失?, Seigyo no shōshitsu) - 314. Agitation (アジテーション?, Ajitēshon) - 315. Scontro di civiltà (文明の衝突?, Bunmei no shōtotsu) - 316. Twist and turn (ツイスト アンド ターン?, Tsuisuto ando Tān) - 317. Temporaneamente in vantaggio (刹那の優勢?, Setsuna no tūsei) - 318. Soccorso a perdifiato (猛追する安否?, Mōtsui suru anpi) - 319. Vite strappate via (剥がされる命 ?, Hagasareru inochi) |                        |                  |
| 29 | Trama I nuovi arrivati si presentano come gantzer originari del Kantō, disarmano un gruppo di alieni giganti, ma vengono colti di sorpresa da un attacco dei mostri. Subiscono quindi delle perdite e sono costretti ad uccidere tutti gli ostaggi. Intanto si è fatta sera e, mentre Tae cerca una sistemazione per la notte, Kei e la squadra di Tokyo vengono richiamati insieme a molti altri gantzer del Giappone a tentare una sortita all'interno dell'astronave madre degli alieni, per arrecare il maggior danno possibile e reperire il maggior numero di informazioni sul nemico. I cacciatori, inizialmente riluttanti, si trovano costretti a combattere quando vengono teletrasportati con la tecnologia di Gantz dentro alla navicella. I nemici si rivelano estremamente forti e quello che sembra essere il capitano si concentra su Kei per via della segnalazione ricevuta in precedenza. I gantzer preferiscono quindi farsi teletrasportare al sicuro non appena si sono assicurati un nuovo ostaggio. Ottenuto ciò che volevano, i capi della missione trasferiscono le tute nere a casaccio per la città e, prima che Kei riesca a tornare da Tae, questa è stata catturata da una navetta aliena che la conduce alla nave madre. |                        |                  |
| 30 | 19 gennaio 2011 | ISBN 978-4-08-879088-6 | 19 gennaio 2012  |
| 30 | Capitoli - 320. Segnale di agonia (断末の合図?, Danmatsu no aizu) - 321. Salvataggio depravato (変質する救済?, Henshitsu suru kyūsai) - 322. Il punto più basso della catena (連鎖の最底辺?, Rensa no saiteihen) - 323. Nel cuore del mondo alieno (異界の深奥?, Ikai no shin'ō) - 324. La scelta di chi possiede la forza (力有る者の選択?, Chikara arumono no sentaku) - 325. Vecchie conoscenze in esposizione (展示された再会?, Tenjisareta saikai) - 326. Ragazza giocattolo (玩具少女?, Gangu shōjo) |                        |                  |
| 30 | Trama Al suo arrivo nell'astronave, Tae si ritrova in un grande gruppo di persone. Gli alieni lavano via i loro vestiti e fanno attraversare agli umani un percorso forzato che li conduce alla morte. La ragazza, con l'aiuto di alcune persone, riesce a fuggire e il gruppetto si addentra nella città abitata dagli alieni, che occupa la maggior parte della navicella. Qui si accorgono che gli umani sono usati come cibo o come attrazione stravagante e, mentre la maggior parte del gruppo viene catturata o uccisa, Tae è raccolta da una bambina aliena che la porta a casa sua come animale domestico. Nel frattempo Kei si fa catturare e giunge sulla nave madre per salvare la sua ragazza. Non trovandola da nessuna parte, però, decide di accogliere le richieste degli altri umani presenti e di proteggerli fino a quando saranno tutti in salvo. |                        |                  |

## Volumi 31-37
| 31 | 19 aprile 2011 | ISBN 978-4-08-879129-6 | 15 marzo 2012    |
| 31 | Capitoli - 327. Il puro di cuore della portantina (駕籠の中の純情?, Kago no naka no junjō) - 328. Trascendenza (超越?, Chōetsu) - 329. Spiriti ribelli a raccolta (叛意の集結?, Han'i no shūketsu) - 330. La battaglia è alle porte (開戦の開始?, Kaisen no kaishi) - 331. Aggressione reversibile (可逆なる侵略?, Kagyaku naru shinryaku) - 332. Comunione d'intenti (集積する意志たち?, Shūseki suru ishi-tachi) - 333. Azione estrema (極限の仕様?, Kyokugen no shiyō) - 334. Vita irreversibile (非可逆生命?, Hikagyaku seimei) - 335. Salvezza mancata per un soffio (すれ違う救済?, Surechigau kyūsai) |                        |                  |
| 31 | Trama Dopo aver trovato la sua ragazza uccisa dagli alieni, in Hiroto cresce la furia e inizia uccidere gli alieni dell'area. Nel frattempo, i gantzer di Tokyo riuniti fanno sì che l'umanoide all'interno della sfera nera la utilizzi per loro. Il Kurono risuscitato da Reika allora invia messaggi ai gantzer sparsi per il Giappone cercando il loro aiuto per il salvataggio delle persone rapite sulla nave spaziale aliena. Diversi gantzer iniziano ad arrivare, l'altro Kurono prende in ostaggio un'aliena così che guidi lui e gli umani che ha trovato all'esterno della nave. Avendo appreso che non possono più resuscitare persone, i gantzer reclutati a Tokyo si trasferiscono sulla nave spaziale per salvare le persone in pericolo. |                        |                  |
| 32 | 19 agosto 2011 | ISBN 978-4-08-879185-2 | 28 giugno 2012   |
| 32 | Capitoli - 336. La qualità e quantità delle vite umane (命の質と数?, Inochi no shitsu to kazu) - 337. Pace e spalle al muro (和平と背水?, Wahei to haisui) - 338. Contrattacco e speranza (迎撃の光明?, Geigeki no kōmyō) - 339. L'inizio della catena (連鎖の始まり?, Rensa no hajimari) - 340. Desideri al rovescio (反転する光明?, Hanten suru kōmyō) - 341. Riposo esplosivo (爆裂する安息?, Bakuretsu suru ansoku) - 342. Rigenerazione fallita (再生破綻?, Saisei hatan) - 343. Accerchiamento tramite esca finta (疑似餌の囲い?, Gijie no kakoi) |                        |                  |
| 32 | Trama I gantzer di Tokyo iniziano a riportare gli ostaggi a Tokyo teletrasportandoli con la sfera nera. Tuttavia, gli alieni al comando della nave li vedono come terroristi e iniziano ad inviare creature per eliminarli. Inoltre, la sfera di Tokyo viene hackerata, e i gantzer non possono più trasferirsi. La stanza di Gantz viene poi attaccata dagli alieni, e intanto Nishi e Takeshi tentano di fuggire in sicurezza, l'umanoide della sfera muore. Ora nella città degli alieni, i gantzer tentano di evacuare gli esseri umani ma vengono affrontati da molti nemici. |                        |                  |
| 33 | 19 gennaio 2012 | ISBN 978-4-08-879255-2 | 22 novembre 2012 |
| 33 | Capitoli - 344. Passatempo di vita e morte (生殺遊戯?, Seisatsu yūgi) - 345. Rassegnati all'aggressione (攻性の諦観?, Kōsei no teikan) - 346. Una fiamma che si consuma (消費される燃焼?, Shōhi sareru nenshō) - 347. Cranio in saturazione (飽和する頭蓋?, Hōwa suru zugai) - 348. Tumore impazzito (暴走する腫瘍?, Bōsō suru shuyō) - 349. Indegni di una guerra (闘争未満?, Tōsō miman) - 350. Una minuscola chance (針ほどの活路?, Hari hodo no katsuro) - 351. Un sentimento meraviglioso (美しき感情?, Utsukushiki kanjō) |                        |                  |
| 33 | Trama I gantzer di Tokyo continuano ad essere attaccati da diversi gruppi di creature che riducono il loro numero assieme a quello delle persone catturate. i rimanenti membri della squadra di Osaka tentano di proteggere gli umani catturati ma sono sopraffatti dagli alieni. Ora rimangano approssimativamente una decina di membri vivi, i gantzer di Tokyo riescono ad aiutare i gantzer di Osaka. Ritornato alla città della nave, Kurono è in grado di ritrovare Tae con l'aiuto dell'aliena che ha preso in ostaggio. |                        |                  |
| 34 | 10 maggio 2012 | ISBN 978-4-08-879328-3 | 21 febbraio 2013 |
| 34 | Capitoli - 352. Crocevia d'amore (逢瀬の交差?, Ōse no kōsa) - 353. Dio meccanico (機械仕掛けの神?, Kikai jikake no kami) - 354. Io sono... (俺だッて?, Oreda tte) - 355. Attacco parallelo (強襲する平行?, Kyōshū suru heikō) - 356. Sogno proibito (禁忌の夢?, Kinki no yume) - 357. Piccola melodia d'amore (小さな恋のメロディ?, Chīsana koi no merodi) - 358. Marcia d'acciaio (鋼鉄マーチ?, Kōtetsu māchi) - 359. Tiranno strabico (やぶにらみの暴君?, Yabu nirami no bōkun) |                        |                  |
| 34 | Trama Senza preavviso, Kurono viene messo in una macchina da guerra superpotente e inviato per distruggere una torre che alimenta la nave aliena. Dopo aver ucciso quasi tutti gli alieni nell'edificio, le squadre di Tokyo e Osaka se ne vanno con il clone di Kurono rimasto indietro per uccidere l'ultimo alieno. Reika si rifiuta di andarsene e sacrifica la sua vita per salvare il clone di Kurono. |                        |                  |
| 35 | 19 ottobre 2012 | ISBN 978-4-08-879438-9 | 20 giugno 2013   |
| 35 | Capitoli - 360. Confessione e pentimento (告白と懺悔?, Kokuhaku to zange) - 361. Grida di guerra (戦線叫叫?, Sensen kyōkyō) - 362. Redenzione effimera (儚い贖い?, Hakanai aganai) - 363. La torre celeste (空の塔?, Sora no tō) - 364. Risonanza dissonante (不協和の共鳴?, Fu kyōwa no kyōmei) - 365. Negoziato diabolico (外道ネゴシエイション?, Gedō negoshieishon) - 366. The great escape (ザ・グレイト・エスケープ?, Za Gureito Esukēpu) - 367. Come si creano degli eroi (英雄の作り方?, Eiyū no tsukurikata) |                        |                  |
| 35 | Trama Hiroto inizia ad usare la telecinesi per distruggere le macchine a vista, ma viene distratto dalle allucinazioni di Kenzo e Tonkotsu. Dopo che le allucinazioni finiscono, Hiroto viene ucciso da un raggio laser alimentato elettronicamente. Quando Kurono raggiunge la torre, salva Tae dopo che la piccola navicella dell'aliena che l'ha salvata viene abbattuta, e l'aliena si sacrifica. Affronta poi Nishi, che vuole distruggere gli alieni definitivamente. Kurono ha un ripensamento sull'uccidere l'intera popolazione aliena, dopo essere stato convinto da Tae che non stavano provando a eradicare la Terra secondo la loro volontà. Dopo una breve discussione, Nishi tenta di uccidere Tae, ma Kurono riesce a scappare con Tae e lascia Nishi morire nel caos sottostante della torre. Subito, sia Kurono che Tae comprendono che si trovano nello spazio, immediatamente con uno shuttle ritornano sulla Terra. Intanto, il resto della squadra viene trasportato verso i quartieri generali nello spazio, dove alcuni di loro abusano degli alieni incessantemente.                                                                              |                        |                  |
| 36 | 19 marzo 2013 | ISBN 978-4-08-879588-1 | 17 ottobre 2013  |
| 36 | Capitoli - 368. Violazioni e confessioni (蹂躙と告白?, Jūrin to kokuhaku) - 369. Question time (クエスチョンタイム?, Kuesuchon taimu) - 370. Perfect plan (パーフェクトプラン?, Pāfekuto puran) - 371. Dimostrazione sulla natura umana (人間の証明?, Ningen no shōmei) - 372. Dove finisce la materia (その質量の行方?, Sono shitsuryō no yukue) - 373. L'etichetta del duello (決闘作法?, Kettō sahō) - 374. Rush hour (ラッシュアワー?, Rasshuawaa) - 375. L'ultimo baluardo (最後の障壁?, Saigo no shōheki) |                        |                  |
| 36 | Trama Subito dopo, i membri di Gantz vengono trasportati in una stanza con una figura divina che pare possedere l'onniscienza. La figura spiega che gli alieni che avevano combattuto la squadra Gantz erano immigrati provenienti da un sistema solare morente. Inoltre spiegò che loro erano i responsabili dell'invio della tecnologia Gantz sulla Terra, e fecero ciò dopo che la Terra divenne il prossimo pianeta che stava per essere attaccato dalla razza aliena finale della serie. Nonostante fosse stata ringraziata dalle squadre, la figura ribadisce che ha inviato la tecnologia con l'obbligo di "restaurare l'ordine sulla Terra stessa" più che salvare l'umanità, e che l'umanità e piuttosto arrogante nonostante il suo essere solo polvere nel grande schema dell'universo. Dopo essere stato preso in giro della creatura che ha riportato in vita cari amici del passato per poi distruggerli nuovamente, il clone di Kurono tenta di uccidere la creatura ma viene eliminato. La squadra finisce per essere stata sulla nave aliena, dove scopre che sono stati resi inoffensivi la maggior parte degli alieni e la guerra sta per essere vinta. |                        |                  |
| 37 | 19 agosto 2013 | ISBN 978-4-08-879627-7 | 6 marzo 2014     |
| 37 | Capitoli - 376. Messaggio di sfida dagli sconfitti (敗残者の挑戦状?, Haizan-sha no chōsen-jō) - 377. La tristezza di Prometeo (プロメテウスの憂鬱?, Purometeusu no yūutsu) - 378. Affrontare il peso più grande (最大荷重の対峙?, Saidai kajū no taiji) - 379. Botta e risposta tra speranza e disperazione (希望と絶望の応酬?, Kibō to zetsubō no ōshū) - 380. Colpire con tutto se stesso (渾身の一閃?, Konshin no issen) - 381. Verso la rassegnazione (収束する諦観?, Shūsoku suru teikan) - 382. Combinazione esplosiva (迅雷の交錯?, Jinrai no kōsaku) - 383. Fine della storia (最期の終止符?, Saigo no shūshifu) |                        |                  |
| 37 | Trama I gantzer lottano per sconfiggere l'alieno più forte, Eeva Gund, con diverse perdite prima che Kurono voli dritto nella testa di Eeva, uccidendolo. Kurono tenta di convincere l'ultimo alieno di smettere di combattere gli umani, ma l'alieno si suicida, e l'intera nave aliena viene impostata per l'autodistruzione. La maggior parte degli umani si teletrasporta in sicurezza sulla Terra, con l'eccezione di Kurono e Kato e altri membri Gantz rimasti. Il duo fugge dalla nave prima che esplodi con le moto volanti Ganz, cadendo nell'oceano, soffrono l'ipotermia e la fame prima che il personale militare arrivi. Kurono e Kato riescono ad uscire dall'acqua, e sono accolti da Tae, il fratello di Kato Ayumu e da una serie di spettatori e la guerra finalmente finisce ufficialmente. |                        |                  |